# Weyauwega
La ville américaine de Weyauwega (en anglais [waɪ.əˈwiːɡə]) est située dans le comté de Waupaca, dans l’État du Wisconsin. Sa population s’élevait à 1 900 habitants lors du recensement de 2010.

## Source
- (en) Cet article est partiellement ou en totalité issu de l’article de Wikipédia en anglais intitulé « Weyauwega, Wisconsin » (voir la liste des auteurs).